# Oblasts da Ucrânia
A Ucrânia é dividida em 24 oblast (em ucraniano:  область) administrativos. A Crimeia é uma república autônoma (Автономна Республіка), também abreviada como АРК, e é considerada como outro oblast por muitos. Juntamente com as cidades de Quieve e Sebastopol, oblasts e Crimeia são consideradas as regiões em termos gerais. Cada região é subdividida em raions, variando em número de 11 a 27 por região (para cidades de Quieve - 10, e Sebastopol - 4).
O termo oblast foi estabelecida primeiramente em 1932, quando a Ucrânia Soviética foi dividida em sete oblast substituindo o sistema de okruhas (okrug).

## Características gerais
Incomum no idioma inglês, o termo oblast na Ucrânia é usado alternadamente com região, mais comum, que é um termo geral usado para oblasts e a República da Crimeia. A maioria dos oblast (regiões) da Ucrânia são nomeados conforme a cidade que é o seu centro administrativo. Cada região geralmente tem uma população de cerca de um a dois milhões de pessoas e é constituída por cerca de 20 distritos (raions).
Nomenclatura aspecto gramatical
O nome de cada oblast é um adjetivo relativo, formado pela adição de um sufixo feminino ao nome do centro da cidade respectiva. Ex. Poltava é um centro do Poltavs'ka oblast' (Oblast de Poltava). A maioria deles é também por vezes referida como substantivo feminino, seguindo a convenção de nomes de lugares tradicionais regionais, terminando com o sufixo "-shchyna". Por exemplo, Oblast de Poltava também é chamado de Poltavshchyna.
| Região                    | Área (km2) | População (2010) | Densidade | Cidade central  | Raions/Distritos | Cidades importantes |
| ------------------------- | ---------- | ---------------- | --------- | --------------- | ---------------- | ------------------- |
| Crimeia                   | 26 081     | 1 965 031        | 195,76    | Simferopol      | 14               | 11                  |
| Oblast de Chercássi       | 20 900     | 1 291 135        | 160,00    | Chercássi       | 20               | 6                   |
| Oblast de Cherniguive     | 31 865     | 1 104 241        | 89,75     | Cherniguive     | 22               | 3                   |
| Oblast de Chernivtsi      | 8 097      | 903 782          | 289,09    | Chernivtsi      | 11               | 2                   |
| Oblast de Dnipropetrovsk  | 31 914     | 3 344 073        | 271,39    | Dnipro          | 22               | 13                  |
| Oblast de Donetsk         | 26 517     | 4 448 031        | 434,45    | Donetsk         | 18               | 28                  |
| Oblast de Ivano-Frankivsk | 13 900     | 1 380 770        | 257,28    | Ivano-Frankivsk | 14               | 5                   |
| Oblast de Carquive        | 31 415     | 2 755 177        | 227,15    | Carquive        | 27               | 7                   |
| Oblast de Quérson         | 28 461     | 1 091 151        | 99,30     | Quérson         | 18               | 3                   |
| Oblast de Khmelnytski     | 20 645     | 1 331 534        | 167,05    | Khmelnytski     | 20               | 6                   |
| Oblast de Quieve          | 28 131     | 1 719 602        | 158,32    | Quieve          | 25               | 13                  |
| Oblast de Quirovogrado    | 24 588     | 1 014 809        | 106,90    | Kropyvnytsky    | 21               | 4                   |
| Oblast de Lugansk         | 26 684     | 2 300 412        | 223,28    | Lugansk         | 18               | 4                   |
| Oblast de Levive          | 21 833     | 2 545 634        | 301,98    | Levive          | 20               | 9                   |
| Oblast de Micolaíve       | 24 598     | 1 186 452        | 124,93    | Micolaíve       | 19               | 5                   |
| Oblast de Odessa          | 33 310     | 2 387 636        | 185,65    | Odessa          | 26               | 7                   |
| Oblast de Poltava         | 28 748     | 1 493 668        | 134,57    | Poltava         | 25               | 5                   |
| Oblast de Rivne           | 20 047     | 1 152 576        | 148,91    | Rivne           | 16               | 4                   |
| Oblast de Sume            | 23 834     | 1 166 765        | 126,79    | Sume            | 18               | 7                   |
| Oblast de Ternopil        | 13 823     | 1 086 694        | 203,61    | Ternopil        | 17               | 1                   |
| Oblast de Vinítsia        | 26 513     | 1 646 250        | 160,82    | Vinítsia        | 27               | 6                   |
| Oblast da Volínia         | 20 144     | 1 038 223        | 133,49    | Lutsk           | 16               | 4                   |
| Oblast da Transcarpátia   | 12 777     | 1 246 323        | 252,64    | Ujhorod         | 13               | 5                   |
| Oblast de Zaporíjia       | 27 180     | 1 805 431        | 172,04    | Zaporíjia       | 20               | 5                   |
| Oblast de Jitomir         | 29 832     | 1 283 201        | 111,41    | Jitomir         | 23               | 5                   |
| Quieve                    | 839        | 2 782 016        | 8589,12   | Quieve          | 10               | 1                   |

## Função
Regiões têm a sua própria autoridade legislativa e executiva que majoritariamente é subordinada ao governo central. Nenhuma outra região (oblasts)  exceto a Crimeia tem a sua própria constituição. Eles cobram seus próprios impostos e, em troca, recebem uma parte decrescente de seu orçamento do governo central, o que lhes dá uma parte dos impostos que cobra. Eles também têm orçamentos consideráveis gerido por um conselho regional (обласна рада) composta de Deputados do Povo (representantes) eleito para o cargo em eleições regionais.
- Divisões administrativas da Ucrânia

## Características gerais
Na Ucrânia, o termo oblast denota uma divisão administrativa primária. Sob o Império Russo e na década de 1920, a Ucrânia foi dividida entre várias províncias . O termo oblast foi introduzido em 1932 pelas autoridades soviéticas quando a RSS ucraniana foi dividida em sete oblasts, substituindo o sistema de subdivisão anterior baseado em okruhas e abrangendo 406 raions (distritos). Os primeiros oblasts foram Oblast de Vinnytsia, Oblast de Kiev, Oblast de Odesa, Oblast de Kharkiv e Oblast de Dnipropetrovsk . Logo depois disso, no verão de 1932, o Oblast de Donetsk foi formado a partir das partes orientais dos oblasts de Kharkiv e Dnipropetrovsk; no outono de 1932, o Oblast de Chernihiv foi formado na fronteira dos oblasts de Kiev e Kharkiv.
Entre 1935 e 1938, houve vários okrugs fronteiriços especiais (okruhas) recentemente criados e autogovernados, localizados ao longo da fronteira ocidental da União Soviética na Ucrânia e na Bielorrússia. Após a liquidação dos okrugs em 1937-1938, os oblasts de Kiev, Vinnytsia, Odesa e Kharkiv foram divididos cada um em quatro oblasts adicionais ( Oblast de Zhytomyr, Oblast de Kamianets-Podilsky (mais tarde Khmelnytskyi), Oblast de Mykolaiv, Oblast de Poltava ). Pouco antes da Segunda Guerra Mundial, o Oblast de Donetsk foi dividido em Oblast de Stalino e Oblast de Voroshylovhrad e o Oblast de Kirovohrad foi criado a partir de partes dos oblasts de Kiev, Mykolaiv e Odesa.
Durante a Segunda Guerra Mundial, a Ucrânia adicionou mais oito oblasts da Ucrânia Ocidental e da Bessarábia . Após a ocupação da Ucrânia pela Alemanha nazista o território foi dividido entre o Governo Geral, o Reino da Roménia e o Reichskommissariat Ucrânia e realizou uma divisão administrativa completamente diferente, ver Reichskommissariat Ucrânia . Com o restabelecimento do poder soviético no estado após a guerra, a divisão administrativa por oblast foi retomada, acrescentando mais um oblast — Zacarpattia . Em 1954, o Oblast da Crimeia foi transferido da República Socialista Federativa Soviética Russa para a RSS da Ucrânia; partes dos oblasts circundantes foram incorporadas ao Oblast de Cherkasy, enquanto o Oblast de Izmail foi absorvido pelo Oblast de Odesa . Em 1959, o Oblast de Drohobych foi fundido com o Oblast de Lviv .
A maioria dos oblasts da Ucrânia tem o nome dos seus respectivos centros administrativos, que também são as maiores e mais desenvolvidas cidades da região. As populações do Oblast variam de 904.000 no Oblast de Chernivtsi a 4,4 milhões no leste do Oblast de Donetsk .

### Original em 1932
- Oblast de Dnipropetrovsk, centrado em Dnipropetrovsk (subdividido em raions)
- Oblast de Kharkiv, centrado em Kharkiv (subdividido em raions)
- Oblast de Kiev, centrado em Kiev (subdividido em raions)
- Oblast de Odesa, centrado em Odesa (subdividido em raions)
- Oblast de Vinnytsia, centrado em Vinnytsia (subdividido em raions)
- raions de subordinação republicana (diretamente para Kharkiv)

Mais tarde foram adicionados

- Oblast de Donetsk, centrado em Stalino (inicialmente – Artemivsk) (criado em 17 de julho de 1932 a partir de raions dos oblasts de Kharkiv e Dnipropetrovsk e raions de subordinação republicana)
- Oblast de Chernihiv, centrado em Chernihiv (criado em 15 de outubro de 1932 a partir de raions dos oblasts de Kharkiv e Kiev)

### Divisão adicional em 1937-1938
- Oblast de Kamianets-Podilsk, centrado em Kamianets-Podilsk (fora dos raions do Oblast de Vinnytsia)
- Oblast de Mykolaiv, centrado em Mykolaiv (fora dos raions dos oblasts de Odesa e Dnipropetrovsk)
- Oblast de Poltava, centrado em Poltava (fora dos raions dos oblasts de Kharkiv e Kiev)
- Oblast de Zhytomyr, centrado em Zhytomyr (fora dos raions dos oblasts de Vinnytsia e Kiev)
- O Oblast de Donetsk foi dividido em Oblast de Stalino, centrado em Stalino, e Oblast de Voroshylovhrad, centrado em Voroshylovhrad

### Novas criações e expansões territoriais da Segunda Guerra Mundial em 1939-1940
- Oblast de Kirovohrad, centrado em Kirovohrad (dos raions dos oblasts de Kiev, Odesa, Poltava e Mykolaiv)
- Oblast de Sumy, centrado em Sumy (dos raions dos oblasts de Chernihiv, Poltava e Kharkiv)
- Oblast de Zaporizhzhia, centrado em Zaporizhzhia (fora dos raions dos oblasts de Dnipropetrovsk e Mykolaiv)
- Oblast de Drohobych, centrado em Drohobych
- Oblast de Ivano-Frankivsk, centrado em Ivano-Frankivsk
- Oblast de Lviv, centrado em Lviv
- Oblast de Volyn, centrado em Lutsk
- Oblast de Rivne, centrado em Rivne
- Oblast de Tarnopol, centrado em Tarnopol
- Oblast de Chernivtsi, centrado em Chernivtsi
- Oblast de Izmail, centrado em Izmail

### Pós-guerra
- Oblast de Kherson, centrado em Kherson
- Oblast de Zakarpattia, centrado em Uzhhorod
- Oblast de Cherkasy, centrado em Cherkasy
- Oblast da Crimeia, centrado em Simferopol